# Anthurium antonioanum
Anthurium antonioanum Croat, 1986 è una pianta della famiglia delle Aracee, diffusa in Costa Rica e Panama.